# Ninken
L'empereur Ninken (仁賢天皇, Ninken Tennō, ou plus probablement Ninken Ōkimi), de son nom personnel Ōke ou Oyoke, était le vingt-quatrième empereur du Japon selon l'ordre reconnu de succession. On situe son règne de 493 à 501, bien qu'on n'en connaisse pas les dates avec certitude. Les historiens lui attribuent cependant des dates de vie de 448 à 498 et situent son règne à partir de 488.

## Biographie
À l'origine, lui et son frère Woke sont trouvés lorsque l'empereur Seinei meurt sans héritiers. Les deux garçons sont des petits-fils de l'empereur Richū et sont promus en une sorte d'héritiers adoptifs de Seinei, bien qu'il soit peu clair de savoir si ce fait advient ou non du vivant de Seinei. Bien qu'étant le plus jeune, Woke est sacré et devient l'empereur Kenzō à la suite d'un accord entre les deux frères et après une période de régence d'un an assurée par Iitoyo Ao no Kōjo. Cependant, il meurt peu après sans héritiers, et son frère lui succède donc sur le trône.
Épouses et descendance :
- princesse Kasuga no Oho Iratsume, fille de l'empereur Yūryaku et de Woguna Kimi ; titrée impératrice en 488 ; mère de :
  - princesse Takahashi no Oho Iratsume, ou Takaki no Iratsume ;
  - princesse Asatsuma, ou Takara no Iratsume ;
  - princesse Tashiraka no Iratsume, mariée en 507 à l'empereur Keitai, et devient la mère de Kinmei ;
  - princesse Kusuhi no Iratsume, ou Kasubi no Iratsume ;
  - princesse Tachibana no Nakatsu, mariée à l'empereur Senka et est mère de la princesse Iwahime, elle-même consort de Kinmei et qui met au monde Bidatsu ;
  - prince Wohatsuse no Waka Sazaki (empereur Buretsu) ;
  - princesse Mawaka ;

- Ohonuka kimi no Iratsume, fille de Wani no Hifure no Omi, mère de :
  - princesse Kasuga no Yamada no Oho Iratsume, mariée en 513 à l'empereur Ankan.